# عقدة لمفية أنفية شفوية
عقدة لمفية أنفية شفوية (بالإنجليزية: Nasolabial lymph node)‏ هيَ عقدة لمفية وجهية تُوجد بالقرب من الأنف والشفة العلوية.